# くすみんと
くすみんとは、日本の漫画家。大阪府出身、結婚後愛媛県在住。主に4コマ漫画を執筆している。
デビューまでの約6年間、胡桃ちののアシスタントをしていた。作風にもその影響があるようである。

## 作品リスト
- 電脳ショップ ひよこ屋本舗（まんがライフオリジナル 1999年7月号ゲスト、1回のみ）
- パソってQ（まんがライフオリジナル秋月りすスペシャル 1999年11月1日増刊号、1回のみ、空澄幸加（くすみゆか）名義）
- レンアイ ダブルブック（まんがライフオリジナル 2000年1月号ゲスト、2000年3月号-7月号連載、計6回、空澄幸加(くすみゆか)名義）
- ジャリズムヒロイン（COMICぎゅっと!、2004年10月号、2005年1月号）
- Maid in はうす（メンズヤング（双葉社）1999年3月号-2004年10月号）
  - 第1巻(ACTION COMICS) - 2004年4月発行 ISBN 4-575-93885-8
  - 第2巻(ACTION COMICS) - 2005年5月発行 ISBN 4-575-93943-9
- Maid in はうすα（メンズヤング（双葉社）2004年11月号-2006年1月号）
  - 全1巻(ACTION COMICS) - 2006年4月発行 ISBN 4-575-94005-4